# Bill Medley
William Thomas "Bill" Medley (Los Angeles, 19 de setembro de 1940) é um cantor e compositor americano, mundialmente conhecido por integrar a dupla The Righteous Brothers.

## Carreira
Medley conheceu seu parceiro, Bobby Hatfield, na Universidade de Long Beach no estado da Califórnia. A dupla começou a cantar como um duo em 1962. Seu primeiro hit foi "Youve Lost That Lovin Feelin" ficando em primeiro lugar nas paradas de sucesso dos Estados Unidos e no Reino Unido, produzido por Phil Spector em 1964.
A dupla se separou em 1968, e Medley também teve uma carreira solo de sucesso foi convidado para fazer os vocais da trilha sonora do filme Emperor of the North Pole de 1973. Em 1984 e 1985, emplacou cinco singles nas paradas country dos EUA, sendo "I Still Do" a principal.
Em 1987, seu dueto com Jennifer Warnes, "(I've Had) The Time of My Life", foi incluído na trilha sonora do filme Dirty Dancing que lhe rendeu o 1#lugar na Billboard Hot 100. A canção também ganhou em 1988 o Grammy Award para Melhor Performance Pop e um Óscar de melhor canção. Medley também gravou duas músicas para a trilha sonora do filme Rambo III com Sylvester Stallone em 1988.

## Discografia

### Álbuns
| Ano  | Álbum                     | Posições nas paradas | Posições nas paradas | Gravadora      |
| Ano  | Álbum                     | US                   | US Country           | Gravadora      |
| ---- | ------------------------- | -------------------- | -------------------- | -------------- |
| 1968 | Bill Medley 100%          | 188                  |                      | MGM            |
| 1969 | Soft and Soulful          | 152                  |                      | MGM            |
| 1978 | Lay a Little Lovin' on Me |                      |                      | United Artists |
| 1980 | Sweet Thunder             |                      |                      | United Artists |
| 1982 | Right Here and Now        |                      |                      | Planet         |
| 1984 | I Still Do                |                      | 58                   | RCA            |
| 1985 | Still Hung Up on You      |                      |                      | RCA            |
| 1988 | The Best of Bill Medley   |                      |                      | MCA/Curb       |
| 1993 | Going Home                |                      |                      | ESSENTIAL      |

### Singles
| Ano                                          | Single                                                 | Posições nas paradas | Posições nas paradas | Posições nas paradas | Posições nas paradas | Posições nas paradas | Posições nas paradas | Álbum                     |
| Ano                                          | Single                                                 | US Country           | US                   | US AC                | CAN Country          | CAN                  | CAN AC               | Álbum                     |
| -------------------------------------------- | ------------------------------------------------------ | -------------------- | -------------------- | -------------------- | -------------------- | -------------------- | -------------------- | ------------------------- |
| 1968                                         | "I Can't Make It Alone"                                | —                    | 95                   | —                    | —                    | 63                   | —                    | Bill Medley 100%          |
| 1968                                         | "Brown Eyed Woman"                                     | —                    | 43                   | —                    | —                    | 36                   | —                    | Bill Medley 100%          |
| 1968                                         | "Peace Brother Peace"                                  | —                    | 48                   | —                    | —                    | 46                   | —                    | Soft and Soulful          |
| 1979                                         | "Statue of a Fool"                                     | 91                   | —                    | —                    | —                    | —                    | —                    | Lay a Little Lovin' on Me |
| 1981                                         | "Don't Know Much"                                      | —                    | 88                   | —                    | —                    | —                    | —                    | Sweet Thunder             |
| 1982                                         | "Right Here and Now"                                   | —                    | 58                   | 31                   | —                    | —                    | —                    | Right Here and Now        |
| 1984                                         | "Til Your Memory's Gone"                               | 28                   | —                    | —                    | 20                   | —                    | —                    | I Still Do                |
| 1984                                         | "I Still Do"                                           | 17                   | —                    | 25                   | 22                   | —                    | —                    | I Still Do                |
| 1984                                         | "I've Always Got the Heart to Sing the Blues"          | 26                   | —                    | —                    | 41                   | —                    | —                    | I Still Do                |
| 1985                                         | "Is There Anything I Can Do"                           | 47                   | —                    | —                    | 46                   | —                    | —                    | Still Hung Up on You      |
| 1985                                         | "Women in Love"                                        | 55                   | —                    | —                    | —                    | —                    | —                    | Still Hung Up on You      |
| 1987                                         | "(I've Had) The Time of My Life" (com Jennifer Warnes) | —                    | 1                    | 1                    | —                    | 1                    | 3                    | The Best of Bill Medley   |
| 1988                                         | "He ain't heavy, He's my brother"                      | —                    | 49                   | —                    | —                    | —                    | —                    | Rambo III (trilha sonora) |
| "—" lançamentos que não entraram nas paradas |                                                        |                      |                      |                      |                      |                      |                      |                           |